# Diomedonte
Diomedonte (en griego antiguo: Διομέδων, Diomédon; mitad del siglo V a. C.-Atenas, 406 a. C.) fue un general y almirante ateniese.

## Biografía

### Campaña contra los jonios rebeldes
Se habla por primera vez de Diomedonte en el 412 a. C., cuando llevó un contingente de 16 barcos a Jonia, ya que Quíos y Mileto se habían rebelado contra la Liga de Delos y los habitantes de Quíos estaban intentando sublevar también Lesbos. Diomedonte, que apenas llegó ya había capturado cuatro naves de Quíos, se unió a un contingente de 10 barcos mandados por León, dirigiéndose luego con él hacia Lesbos. Primero recuperaron Mitilene, derrotando a la flotilla de Quíos en el puerto, para así poder recuperar toda la isla. Luego tomaron Clazómenas y utilizando Lesbos como base, lograron tomar Quíos.

### Ascenso y caída de la oligarquía
Diomedonte reapareció el invierno siguiente cuando, por recomendación de Pisandro (que estaba conspirando con sus amigos para la restauración de Alcibíades), fue puesto al mando de la flota de Samos junto con Diomedonte, sustituyendo a Frínico y Escirónides. Después de luchar contra Rodas, que se había rebelado, se piensa que Diomedonte y León permanecieron en Rodas. Para algunos la razón, sin embargo, después del golpe de Estado oligárquico de Pisandro, ambos se pusieron en contacto con Trasíbulo y Trasilo y actuando según sus instrucciones, fueron capaces de frustrar las conspiraciones de los oligarcas samios, reclamando entonces a Alcibíades para restaurar la democracia.
En años posteriores, incluso aunque Diomedonte y León no son mencionados, es muy probable que siguieran activos bajo el mando de Alcibíades, al mando del centro de las tropas en la batalla de Cinosema (411 a. C.) y tomando parte también en las sucesivas batallas.

### Batalla de Arginusas, proceso y muerte
En el 407 a. C., sin embargo, Alcibíades se exilió tras la derrota sufrida en la batalla de Notio; en su lugar fueron nombrados diez comandantes, entre los que estaba Diomedonte. Erasínides y Conón, fueron atrapados en la batalla de Mitilene (406 a. C.), estaban sitiados con doce naves por el espartano Calicrátidas. Diomedonte que fue en socorro de Conón, ancló en el canal de los mitilineos. Calicrátidas le atacó de improviso, y se apoderó de 10 naves. Diomedonte logró huir con la suya y otra,  perdiendo al final 10 de sus 12 barcos, sin embargo, fue redimido por ganar en la batalla de Arginusas con otros siete de los nueve estrategos (generales), donde estuvo al mando de 15 naves en el  ala izquierda con Aristócrates, al mando de igual número de barcos .
Tras la batalla de Arginusas, los atenienses destituyeron a los estrategos que lucharon en ella excepto a Conón, por no recoger a los náufragos. Cuando,  los ocho generales fueron reclamados en Atenas, Protómaco y Aristógenes no acudieron. Diomedonte fue entre los seis que se presentaron; a sugerencia de Pericles el Joven. Euriptólemo, un sobrino de Alcibíades pronunció un discurso de defensa de los estrategos. Dijo que Diomedonte y Pericles disuadieron a sus colegas que querían enviar un escrito al Consejo (Boulé) diciendo que ordenaran a Terámenes y a Trasíbulo recoger los náufragos con 37 trirremes, pero no lo hicieron. Este incidente no habría sido incluido en el informe, a sugerencia de Diomedonte y Pericles, que tenían miedo de meterse en problemas con los dos trierarcas.
Euriptólemo, terminada la defensa, redactó una moción para que los acusados fueran juzgados de uno a uno por separado. A mano alzada fue votada y aprobada, pero Menecles la declaró ilegal y en una segunda votación se aprobó juzgarlos en bloque. Sin embargo, los seis fueron juzgados, condenados a muerte y ejecutados.
Diodoro Sículo, que previamente no había mencionado nunca a Diomedonte, dice que era un hombre con grandes cualidades militares y virtudes. Refiere que, una vez pronunciada la sentencia, Diomedonte se dirigió a la Ekklesía (asamblea ateniense) con estas palabras: «Atenienses, ¡que el veredicto pronunciado sobre nosotros pueda ser para el bien de la ciudad! pero en cuanto a los votos sagrados por la victoria que nosotros hemos hecho, dado que la Fortuna nos impide cumplirlos, es justo que seáis vosotros quienes os ocupéis de ellos; cumplid pues nuestros votos a Zeus Salvador, a Apolo y a las Erinias, puesto que invocando a estas divinidades hemos obtenido la victoria naval sobre el enemigo». Según Diodoro, sus palabras produjeron una gran conmiseración porque estando a punto de sufrir una muerte injusta, no mencionara su propia desgracia, pero solicitaba a la ciudad que lo había condenado injustamente que cumpliera sus votos a los dioses. Después de su alocución, Diomedonte fue conducido con el resto de generales a la ejecución decretada.